# Bengt Fahlkvist
Bengt Fahlkvist, född 15 april 1922 i Helgesta församling, Södermanlands län, död 7 mars 2004 i Bettna församling, Södermanlands län
, var en svensk brottare. Han blev olympisk bronsmedaljör i fristil  -87 kg i London 1948.